# فرسية (طراح)
فرسية (بالفارسية: فرسیه) هي قرية تقع في إيران في قسم طراح الريفي. يقدر عدد سكانها بـ 362 نسمة بحسب إحصاء 2016.